# Geheimgruppe Drilling
Geheimgruppe Drilling ist ein von Renaud im humoristischen Stil gezeichneter frankobelgischer Comic.
Die Abenteuer dreier Agentinnen, die auch für die CIA arbeiten, erschienen erstmals 1979 in Super Tintin und Super Kuifje. 1980 folgte der Wechsel zur belgischen und französischen Ausgabe von Tintin sowie zur niederländischen Version Kuifje. Der Texter Jean-Luc Vernal erhielt 1985 Unterstützung von Jean Dufaux. Zeitgleich löste das kapitelweise Erscheinen die bisherigen Fortsetzungsgeschichten ab. Lombard begann 1983 mit der Herausgabe der Alben.
Für die deutsche Erstveröffentlichung 1984 war Ehapa in der Reihe Detektive, Gauner und Agenten verantwortlich.

## Albenlange Geschichten
- Opération marées noires (1980)
- Safari dans l’enfer vert (1981)
- La Vengeance des Mousthikos (1982)
- Embrouilles en Ghafnistan (1983)
- Les Louves de Han (1983)
- La Malédiction (1985)
- Le Sang des Dewatah (1985)
- L’Œil du barracuda (1986)